# Saint-Jean-de-Ceyrargues
Saint-Jean-de-Ceyrargues är en kommun i departementet Gard i regionen Occitanien i södra Frankrike. Kommunen ligger i kantonen Vézénobres som tillhör arrondissementet Alès. År 2022 hade Saint-Jean-de-Ceyrargues 173 invånare.

## Befolkningsutveckling
Antalet invånare i kommunen Saint-Jean-de-Ceyrargues
Referens:INSEE